# 1523.
◄ | 15. stoljeće | 16. stoljeće | 17. stoljeće | ►
◄ | 1490-ih | 1500-ih | 1510-ih | 1520-ih | 1530-ih | 1540-ih | 1550-ih | ►
◄◄ | ◄ | 1520. | 1521. | 1522. | 1523. | 1524. | 1525. | 1526. | ► | ►►
Arhitektura • Astronomija • Glazba • Kazalište • Kiparstvo • Knjige • Književnost • Kršćanstvo • Medicina • Politika • Pravo • Promet • Slikarstvo • Znanost

## Događaji
- Kraj Kalmarske unije: 
  - 20. siječnja — Kristijan II., kralj Švedske, Danske i Norveške mora abdicirati
  - 6. lipnja — Gustav I. izabran za kralja Švedske
- 11. studenog — Giulio de Medici izabran za novog papu Klementa VII.
- Hernán Cortés imenovan guvernerom Nove Španjolske
- Mikael Agricola širi protestantizam u Finskoj

## Rođenja
- 20. veljače — Jan Blahoslav, češki humanist, gramatičar i skladatelj († 1571.)
- 15. travnja — Blaise de Vigenère, francuski kriptograf († 1596.)
- Giovan Battista Moroni, talijanski renesansni slikar († 1578.)

## Smrti
- 7. svibnja — Franz von Sickingen, njemački vitez  (* 1481.)
- 13. kolovoza — Gerard David, nizozemski slikar (* 1460.)
- 29. kolovoza — Ulrich von Hutten, njemački humanist i pjesnik (* 1488.)
- 8. rujna — Maciej Miechowita, poljski humanist i povjesničar (* 1457.)
- 14. rujna — Hadrijan VI., papa od 1522. (* 1459.)
- William Cornysh, engleski skladatelj (* 1468.)
- Bartolomeo Montagna, talijanski slikar (* 1450.)

## Vanjske poveznice
|  | Zajednički poslužitelj ima još gradiva o temi 1523. |